# Il Parnasso in festa

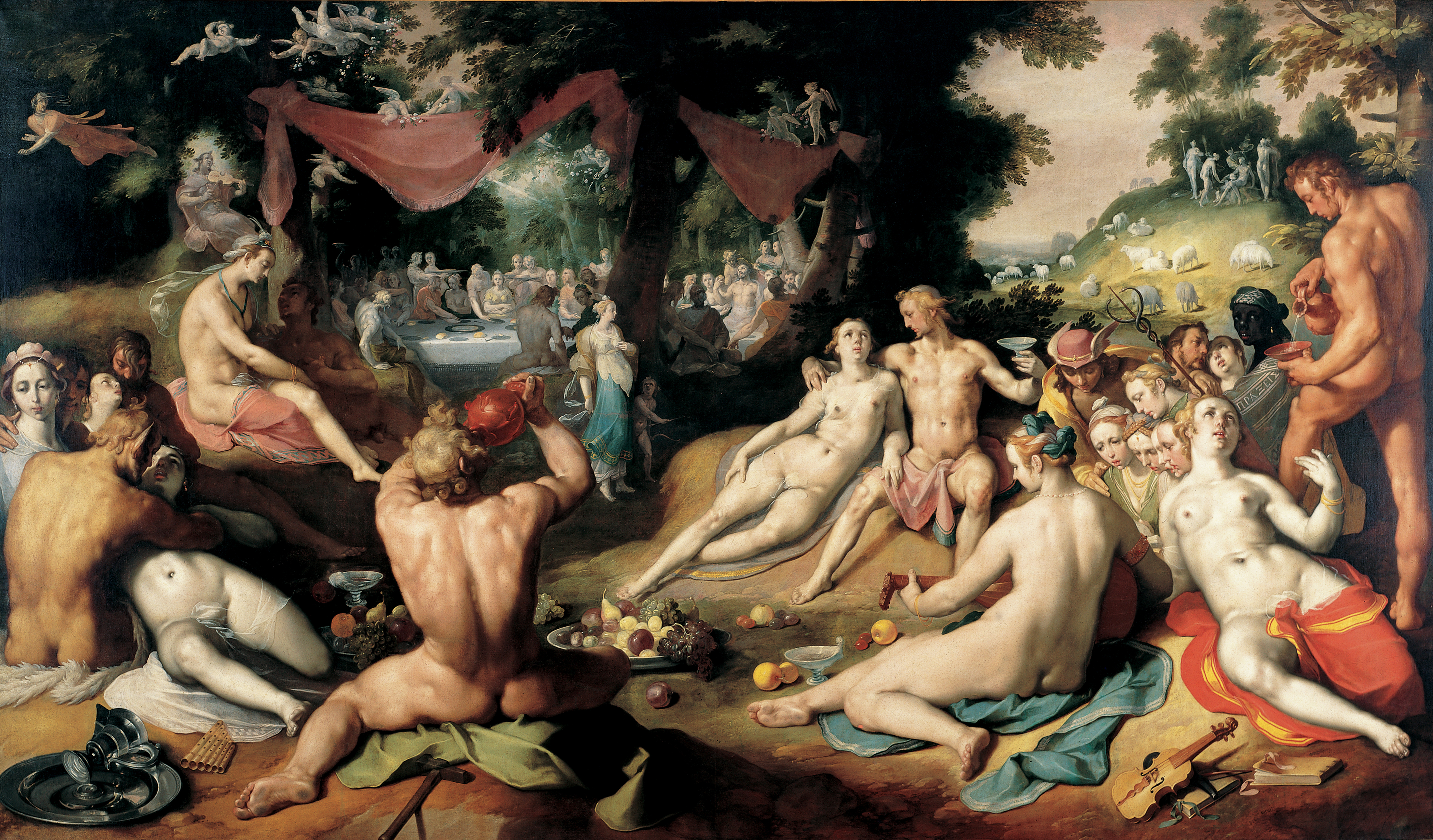
Les noces de Thetis i Peleus

Il Parnasso in festa, per li sponsali di Teti e Peleo (« El Parnàs en festa per celebrar les noces de Thetis i Peleus », HWV 73), és una festa teatrale composta per Georg Friedrich Händel. És un tipus d'obra que també pot ser qualificada de «serenata», una forma musical a mig camí entre la cantata i l'òpera italiana. Estava concebuda com a diversió per celebrar una festa reial, o una ocasió festiva en particular.

## Presentació
L'obra ha estat escrita per a celebrar el casament d'Anne, Princesa Reial i el Príncep Guillem d'Orange. Ell Parnasso in festa va ser estrenada per primera vegada a Londres, al King's Theatre el 13 de març de 1734 i es van fer cinc funcions més. El llibret (en italià) és d'un poeta anònim Il Parnasso in festa i pot ser considerat com un pasticcio: la seva música en gran part és la de l'oratori Atalia (que en aquell moment no s'havia interpretat encara a Londres) amb algunes àries noves, principalment les de la tercera part.
Il Parnasso in festa va tenir un gran èxit i després de l'estrena londinenca, tot i que estava concebuda per a una única funció en ocasió de la boda reial, es repetí diverses vegades en les temporades següents.

## Repartiment

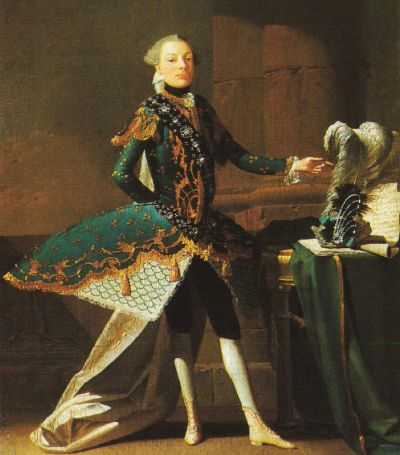
Carlo Scalzi, intèrpret del paper de Orpheus a Il Parnasso in festa

| Personatges             | Veu                  | Intèrpret el 13-03-1734 |
| ----------------------- | -------------------- | ----------------------- |
| Apol·lo                 | mezzosoprano castrat | Giovanni Carestini      |
| Clio                    | soprano              | Anna Maria Strada       |
| Orphée                  | soprano castrat      | Carlo Scalzi            |
| Cal·líope               | mezzosoprano         | Margherita Durastanti   |
| Cloris, una caçadora    | contralt             | Maria Caterina Negri    |
| Euterpe                 | soprano              | Rosa Negri              |
| Mart                    | baix                 | Gustavus Waltz          |
| Cor de nimfes i pastors |                      |                         |

## Argument

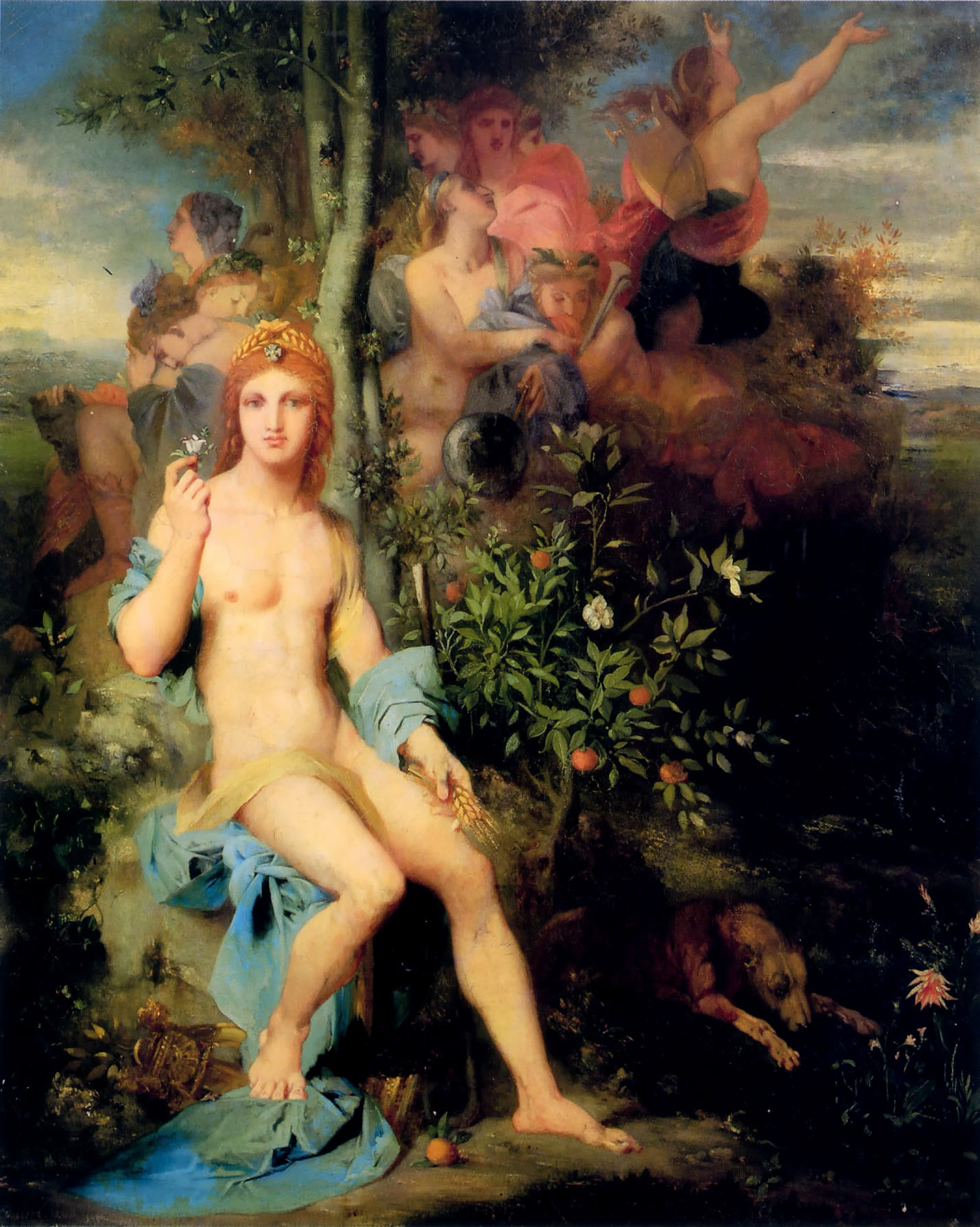
Apol·lo i les nou muses per Gustave Moreau

El mont Parnàs és el lloc de concentració habitual d'Apol·lo i les Muses, i està decorat per a la festa. No hi ha massa acció, si es compara amb una òpera; en canvi, assistim a la successiva entrada dels protagonistes. Canten tot fent elogis de l'amor i celebren junts, amb cançons i danses, les noces de la nereida Thetis, filla del déu marí Nereu amb l'heroi de Tessàlia Peleus, príncep de Fòtia.

### Primera part
L'escena representa el Mont Parnàs, on les Muses i Apol·lo, el déu de les arts i del sol, estan reunits per celebrar el casament del mortal Peleus amb la nimfa del mar Thetis. Orpheus, que és el fill d'Apol·lo i sobretot un músic llegendari, arriba per participar en les festes. Clio, la musa de la Història, recorda a Apol·lo un episodi de la seva pròpia vida amorosa quan, estant enamorat de la nimfa Daphne, la va perseguir de manera luxuriosa, però que aquesta última va suplicar els déus d'ésser salvada i va ser transformada en llorer. Poc afectat per aquest record, Apol·lo convida tota l'assistència a beure en honor de Bacus. Mart, el déu de la guerra convida tota l'assemblea a entonar una cançó de beure i Clio s'hi afegeix fins a emborratxar-se per a gran diversió de la seva germana Cal·líope, mare de Orpheus i musa de la poesia èpica, així com dels coristes.

### Segona part
Les muses canten sobre l'habilitat d'Orpheus fent música. Tanmateix, Orpheus segueix desconsolat per la pèrdua definitiva de la seva esposa adorada, Eurydice. Ell havia baixat fins al món subterrani per arrencar-la de la mort, però l'havia perduda per segona vegada en no haver sabut resistir les ganes de veure-la abans d'haver sortit dels inferns. Apol·lo i les muses diuen a Orpheus que el seu amor per a Eurydice inspirarà totes les generacions futures, i que la parella reial formada per Thétis i Pélée serà la benedicció de tota la terra. Apol·lo mana als tritons de bufar sobre les petxines –representades a l'orquestra pels cors–, per anunciar i inaugurar les festes nupcials

### Tercera part

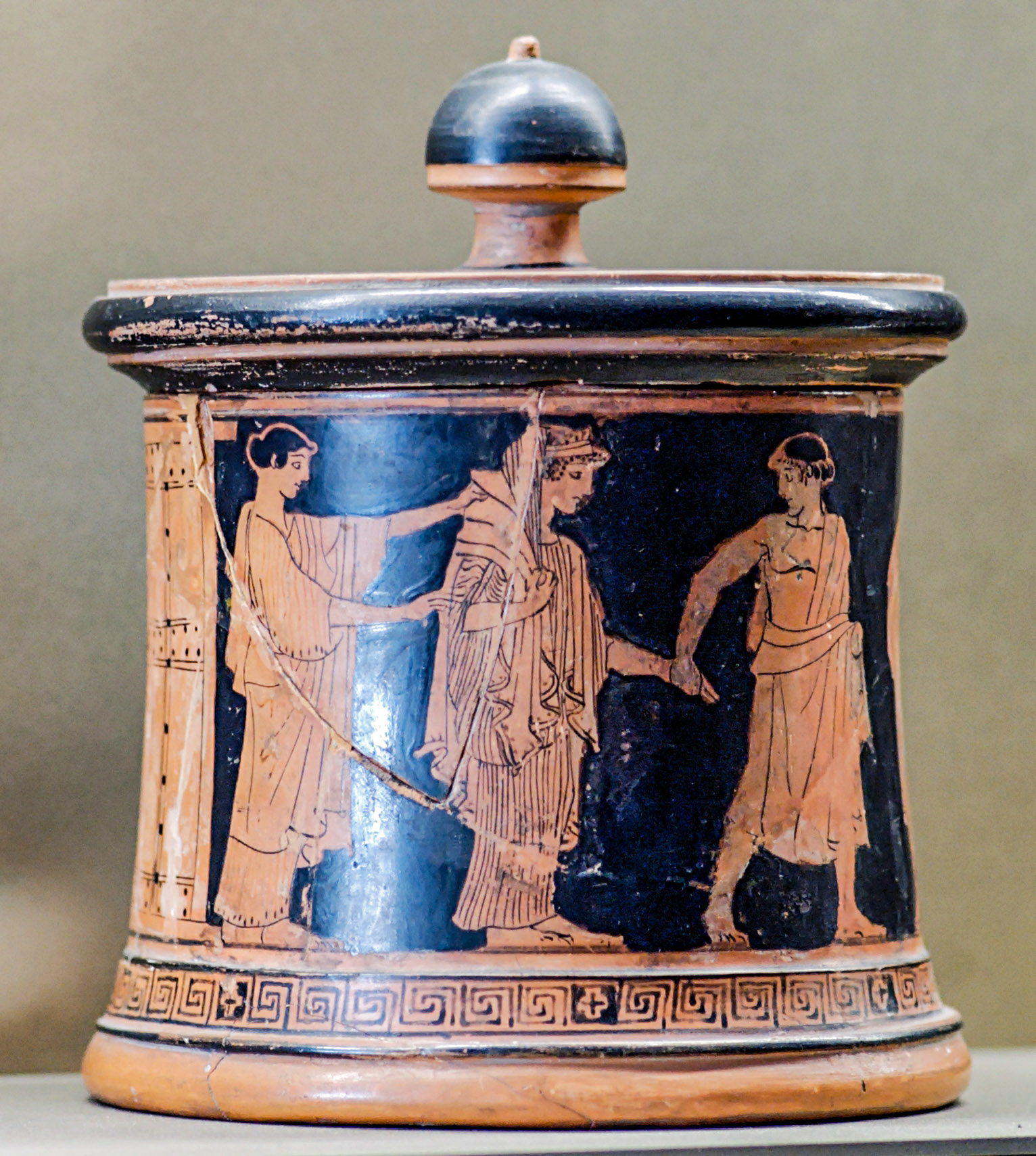
Peleus i Thetis, Museu del Louvre

Déus i muses, nimfes i pastors s'uneixen en la celebració de les noces de Thetis i Peleus, tot desitjant una llarga vida als joves casats. Formulen el desig que siguin per a tot el món un exemple de virtuts i profetitzen que seran els avantpassats d'un llinatge d'herois. Júpiter mateix, com ho afirma el cor, proclama que la parella reial viurà feliç per sempre.